# 134
134 (сто тридесет и четвърта) година по юлианския календар е невисокосна година, започваща в четвъртък. Това е 134-та година от новата ера, 134-та година от първото хилядолетие, 34-та година от 2 век, 4-та година от 4-то десетилетие на 2 век, 5-а година от 130-те години. В Рим е наричана Година на консулството на Урс и Вар (или по-рядко – 887 Ab urbe condita, „887-а година от основаването на града“).

## Събития
- Консули в Рим са Луций Урс Сервиан и Тит Вибий Вар.

## Починали
- Чима – владетел на корейското царство Сила